# Gerd Hornberger
Gerhard „Gerd” Hornberger  (ur. 17 lutego 1910 w Waldfischbach, zm. 3 września 1988 tamże) – niemiecki lekkoatleta sprinter, medalista olimpijski i dwukrotny mistrz Europy.
Na mistrzostwach Europy w 1934 w Turynie Hornberger został mistrzem Europy w biegu sztafetowym 4 × 100 metrów (skład niemieckiej sztafety: Egon Schein, Erwin Gillmeister, Hornberger i Erich Borchmeyer). W finale biegu na 100 metrów zajął 6. miejsce.
Na igrzyskach olimpijskich w 1936 w Berlinie zdobył brązowy medal w sztafecie 4 × 100 metrów (w składzie: Wilhelm Leichum, Borchmeyer, Gillmeister i Hornberger). Odpadł w ćwierćfinale biegu na 100 metrów. Na mistrzostwach Europy w 1938 w Paryżu ponownie został złotym medalistą w sztafecie 4 × 100 metrów (biegli w niej Manfred Kersch, Hornberger, Karl Neckermann i Jakob Scheuring).
29 lipca 1939 biegł na 2. zmianie sztafety 4 × 100 metrów, która ustanowiła znakomity jak na tamte czasy rekord Europy wynikiem 40,1 s (wraz z Hornbergerem biegli w niej Borchmeyer, Neckermann i Scheuring).
Był mistrzem Niemiec w biegu na 100 metrów w 1936 i 1938, wicemistrzem w 1937 oraz brązowym medalistą w 1934 i 1935; w biegu na 200 metrów zwyciężył w 1937 i był brązowym medalistą w 1934, 1938 i 1939; w sztafecie 4 × 100 m był mistrzem w 1936 i 1937.
Po zakończeniu II wojny światowej był zaangażowany w odbudowę lekkoatletyki w Palatynacie. Otrzymał Order Zasługi Republiki Federalnej Niemiec.

## Rekord życiowy
- 100 m – 10,4 s. (1934)[1]